# 德川治紀
德川治紀（日语：／ Tokugawa Harutoshi，1773年—1816年），水戶德川家第七代當主，常陸國水戶藩第七代藩主。父親是第六代藩主德川治保，母親是正室一條八代姬。正室為德川重倫的女兒方姬，側室小池氏、外山氏等人。官至位三位，右近衛權中將，參議。

## 生涯
安永三年（1774年）十月二十四日出生，德川治保和正室八代姬的長子。乳名鶴千代。文化二年（1805年）十二月十日，三十二歲時，繼任成為水戶德川家當家、水戶藩主。當時，水戶藩的領地常有異國船和軍艦出沒，成為水戶藩頭疼的問題之一，加上藩的財政於近期極速惡化。因為這些緣故，治紀斷然實行藩政改革。治紀打破家老的體制，任用儒學者藤田幽谷（藤田東湖的父親）。
文化十三年（1816年）閏八月十九日，打算進行改革時卻突然去世，享年四十三歲（滿四十二歲）。之後由長子德川齊脩繼承家督和藩主，而藩政改革的遺志後來由三子德川齊昭繼承。

## 官職位階履歷
※日期＝舊曆
- 安永三年（1774年）十月二十四日，誕生，名為鶴千代。
- 天明五年（1785年）四月十九日，元服。接受德川家治的偏諱，改名為治紀。任從四位上左衛門督。
- 天明七年（1787年）十二月月二十一日，兼任正四位下左近衛權少將。
- 寬政八年（1796年）十二月十五日，轉任從三位右近衛權中將。
- 文化二年（1805年）
  - 十二月十日，成為水戸德川家家督，水戸藩藩主。
  - 十二月十八日，補任參議。
- 文化十三年（1816年）閏八月十九日，逝世。

## 家系

### 妻妾
- 正室：方姬達子（1774年~1794年）紀州藩藩主德川重倫五女，恭穆夫人法號恭岳院
- 側室：小池氏 齊脩母
- 側室：中山氏 賴恕母
- 側室：外山氏 齊昭母，法號瑛想院
- 側室：中澤氏 賴筠母

### 子女
五子六女
- 長女：栢姫 早世
- 二女：綏姫 早世
- 三女：偉姬從子（1796年~1844年）初名順姬，二條齊信室，法號順恭院
- 四女：鄰姬清子（1796年~1861年）鷹司政通室
- 長子：齊脩（1797年~1829年）第八代藩主
- 五女：規姬（1797年~1851年）高須藩第十代藩主松平義建室，真証院
- 六女：苞姬（1797年~1823年）初名厚姬，守山藩第五代藩主松平賴誠室，貞寬院
- 次子：賴恕（1798年~1842年）高松藩主松平賴儀養子
- 三子：齊昭（1800年~1860年）第九代藩主
- 四子：賴筠（1801年~1839年）宍戶藩主松平賴敬養子
- 五子：申之允

### 養女
- 養女：勝姬（1807年~?）實父松平賴慎，英勝寺住持清吟